# Verónica Murguía
Verónica Murguía (Ciudad de México, 5 de noviembre de 1960) es una escritora mexicana. Estudió historia en la Universidad Nacional Autónoma de México (UNAM). Obtuvo en 1990 el Premio Juan de la Cabada para escritores de literatura infantil y juvenil. Es maestra de literatura y traductora; pertenece al Sistema Nacional de Creadores de Arte de su país desde 2001. Ha publicado diversos libros para niños y jóvenes, algunos de los cuales se han traducido al alemán.

## Biografía
Cursó de manera parcial el programa de Artes Plásticas en la Escuela Nacional de Artes Plásticas e Historia de la UNAM. Aunque llegó a considerar la pintura como vocación, la ilustración se convirtió en algo secundario superado en la escritura, que ejerce desde los 28 años.
Conductora del programa de Radio Educación “Desde acá los chilangos” durante ocho años, actualmente dicta clases sobre Literatura Infantil y Juvenil (LIJ) en la escuela de la Sociedad General de Escritores de México, es responsable de la columna Las rayas de la cebra en el diario La Jornada.
Su esposo fue el poeta David Huerta.[cita requerida]
En 2013 obtuvo el Premio Gran Angular de literatura juvenil, en España, con su novela Loba, a la que dedicó unos diez años de investigación.

## Obras

### Novela
- Auliya (1997)
- El fuego verde (1999)
- Ladridos y conjuros (2009)
- Loba (2013)
- El cuarto jinete (2021)
- Talismanes para el camino (2021)

### Cuento
- El Ángel de Nicolás (2003)
- Rituales (2007)

### Cuento infantil y juvenil
- Rosendo (1990)
- Historia y aventuras de Tate el mago y Clarisel la cuentera (1991)
- El cuardián de los gatos (con David Huerta) (1995)
- David y el armadillo (1998)
- Hotel Monstruo. ¡Bienvenidos! (2002)
- El pollo Ramiro (2003)
- Las aceitunas de Alí Jocha (2003)
- Las babuchas de Abukassem (2003)
- Aladino y la lámpara maravillosa (2003)
- La noche de Scherezada (2003)
- Alí Babá y los cuarenta ladrones (2003)
- Sinbad el Marino (2003)
- Lo que sí y lo que no (2005)
- Nueve patas (2005)
- Mi monstruo Mandarino (2007)
- Los niños voladores (2008)
- Daniel y el video (2014)
- Luciana la pejesapo (2016)
- Rani, Timbo y la hija de Tláloc (2017)
- Las mascotas secretas (2017)
- El rey de jerusalén (2019)

## Premios
- 2013: Premio Gran Angular de Literatura Juvenil (España).
- 1990: Premio Juan de la Cabada para escritores de literatura infantil y juvenil (México).